# August Winnecke
Friedrich August Theodor Winnecke (5 février 1835 à Groß-Heere, près de Hanovre – 3 décembre 1897 à Bonn) était un astronome allemand.

## Biographie
Il travailla à l'observatoire de Poulkovo de 1858 à 1865, mais retourna en Allemagne et fut professeur d'astronomie à l'observatoire de Strasbourg de 1872 à 1881.
Il découvrit ou codécouvrit un grand nombre de comètes, dont la comète périodique 7P/Pons-Winnecke et la comète appelée à l'époque "Pons-Coggia-Winnecke-Forbes", renommée ultérieurement 27P/Crommelin d'après Andrew Crommelin, qui avait calculé son orbite.
Il compila une liste d'étoiles doubles, le Winnecke Catalogue of Double Stars, en 1869. Il aussi découvrit plusieurs nébuleuses.
Il reçut le Prix Lalande en 1858.
L'astéroïde (215423) Winnecke porte son nom.